# Colli Etruschi Viterbesi rosso
Il Colli Etruschi Viterbesi rosso è un vino DOC la cui produzione è consentita nella provincia di Viterbo.

## Caratteristiche organolettiche
- colore: rubino più o meno intenso
- odore: caratteristico, fragrante più o meno fruttato
- sapore: secco o amabile, pieno, armonico

## Produzione
Provincia, stagione, volume in ettolitri
- Viterbo (1996/97) 1805,02